# Arntor
Arntor — второй студийный альбом норвежской блэк-метал группы Windir. Он был выпущен 11 октября 1999 года на лейбле Head Not Found. Это последний альбом, на котором Вальфар играет на большинстве инструментов.

## История
Группа Windir была основана Вальфаром (Терье Баккен) в 1994 году в Норвегии, в том же году было выпущено несколько демо-записей. Первый полноценный альбом группа выпустила в 1997 году, им стал Sóknardalr.
Arntor был записан в культовой студии Grieghallen. За продюсирование отвечал легендарный Эйрик «Питтен» Хундвин, занимавшийся работой над альбомами таких команд, как Mayhem, Emperor, Immortal, Burzum и т. д.
Стилистика группы постепенно отходила от классического «грязного» блэк-металического звучания к фолк-мелодиям. Вальфар был доволен выпуском альбома Arntor, считая его одним из самых уникальных когда-либо созданных.

## Восприятие
В результате копий второго диска продалось сразу свыше 4000 экземпляров — в два раза больше первого. Оба альбома вызвали небывалый резонанс в специализированной прессе. 
| Оценки критиков | Оценки критиков |
| Источник        | Оценка          |
| --------------- | --------------- |
| AllMusic        | [ 3 ]           |

Эдуардо Ривадавия из AllMusic считает, что в сравнение с Sóknardalr, Windir улучшили свои музыкальные способности во втором альбоме. Влияние альбома, по мнению критика, прослеживается у таких групп, как Drudkh и Negura Bunget. Критик отмечает разносторонний музыкальный стиль: в центральных композициях он замечает градацию звучания «от бласт-бита до польки». Это кажется рецензенту «новаторским»; оркестровые вставки и народные мелодии пронизывают весь альбом, пишет Ривадавия.
Рецензент проекта Metal.de высоко оценил работу группы, отмечая «безумный» стиль альбома в сочетании с фолк-составляющей. Критику пришлись по душе разнообразные вариации ритма песен и структура композиций.

## Список композиций
| №                   | Название | Длительность |
| ------------------- | --- | ------------ |
| 1.                  | «Byrjing (The Beginning)» (рус. Начало)                                                                         | 3:17         |
| 2.                  | «Arntor, ein Windir (Arntor, a Warrior)» (рус. Арнтор, воин)                                                    | 6:56         |
| 3.                  | «Kong Hydnes Haug (The Burial Mound of King Hydnes)» (рус. Курган короля Гиднеса)                               | 6:36         |
| 4.                  | «Svartesmeden Og Lundamyrstrollet (The Blacksmith and the Troll of Lundamyri)» (рус. Кузнец и тролль Лундамири) | 9:02         |
| 5.                  | «Kampen (The Struggle)» (рус. Борьба)                                                                           | 6:36         |
| 6.                  | «Saknet (The Longing)» (рус. Тоска)                                                                             | 10:03        |
| 7.                  | «Ending» (рус. Концовка)                                                                                        | 3:38         |
| Общая длительность: | Общая длительность:                                                                                             | 46:08        |

## Участники записи
Вальфар — гитара, бас-гитара, синтезатор, вокал, аккордеон , продюсер, сведение

### Дополнительные участники
- BT Aroy — клавишные на «Ending»
- IR Aroy — гитары на треках 2, 4 и 6
- Стейнарсон — чистый вокал
- Стейнгрим — ударные
- Харджар — соло-гитара в песнях «Kong Hydnes haug» и «Kampen».
- Вегард Баккен — фотография
- Эрик Эвью — верстка
- Дж. Э. Бьорк — графический дизайн
- Эйрик «Питтен» Хундвин — микширование